# Nam Yimyaem
Nam Yimyaem. (en tailandés: นาม ยิ้มแย้ม). Juez retirado de la Corte Suprema de Justicia de Tailandia que, después del golpe de Estado de 2006, fue nombrado por el Consejo para la Reforma Democrática. Fue presidente del comité que investigó los posibles casos de corrupción del depuesto primer ministro, Thaksin Shinawatra, su familia y el resto de los miembros de aquel gabinete. Su designación se llevó a término como consecuencia de las renuncias de algunos de los que durante se indicó anteriormente, como Sawat Chotepanich.